# Time Machine
Time Machine — застосунок, для створення резервної копії даних (англ. backup), що розповсюджується як частина macOS, операційної системи розробленої Apple. Програмне забезпечення призначене для роботи з AirPort Time Capsule, маршрутизатором Wi-Fi із вбудованим жорстким диском, а також іншими внутрішніми та зовнішніми дисководами. Застосунок був представлений в Mac OS X Leopard.